# Format large anamorphosé

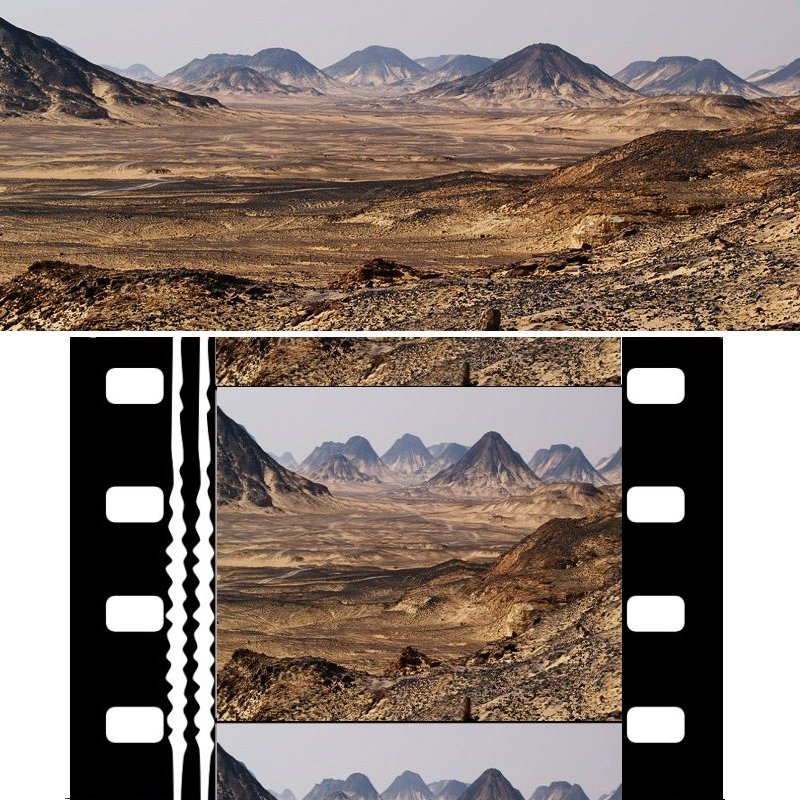
Image originale (en haut) et image anamorphosée sur une pellicule 35 mm (en bas).

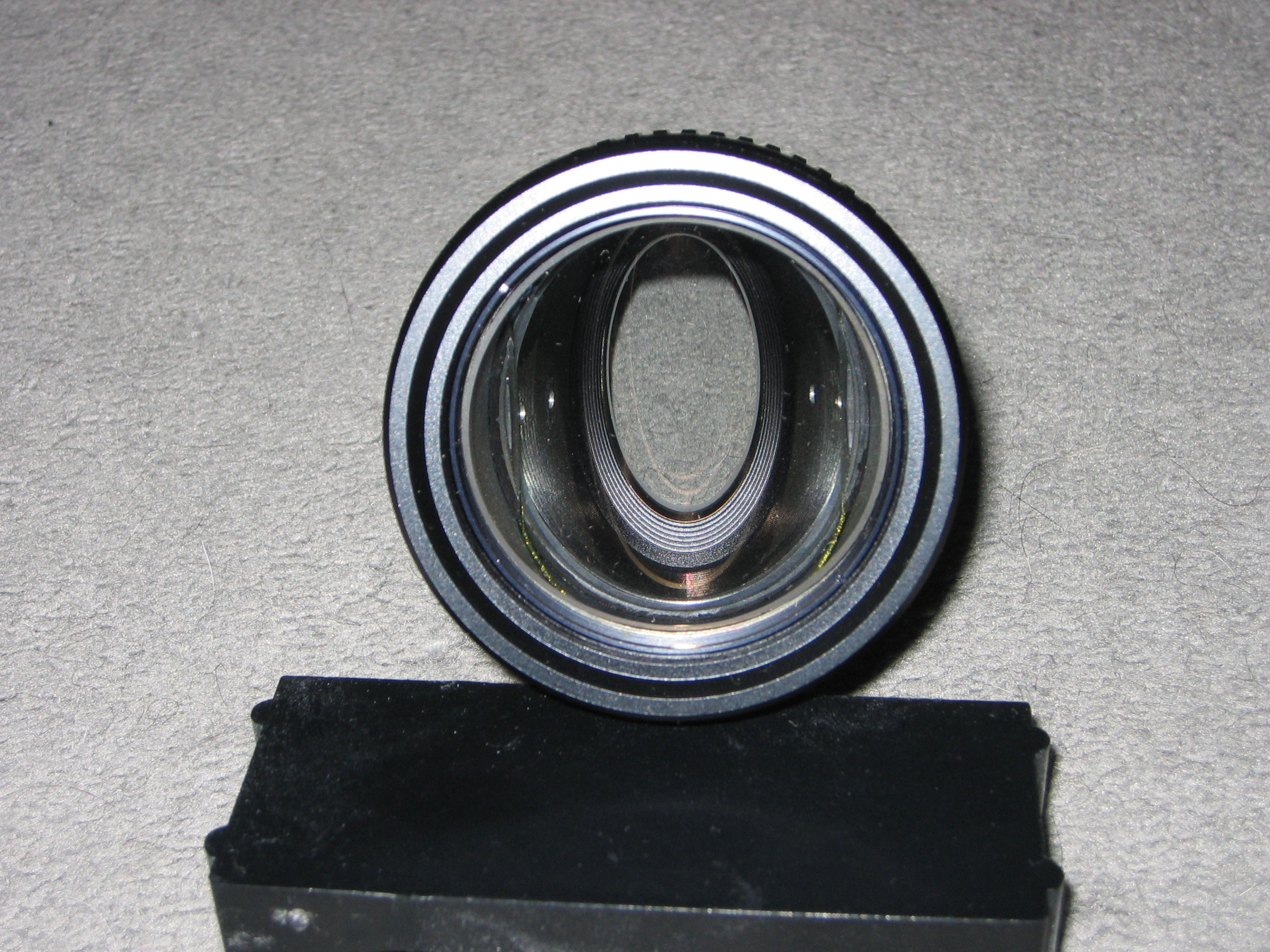
Vue à travers un anamorphoseur, l'autre extrémité apparaît ovale.

Un format large anamorphosé désigne un format de projection ou de télévision mettant en œuvre un procédé d'anamorphose. Il peut être exploité grâce à des dispositifs optiques ou numériques (équipements et logiciels).

## Cinéma
La projection cinématographique utilise comme standard depuis le début du XXe siècle, une pellicule de 35 mm de large. Certaines contraintes techniques comme la présence des perforations pour l'avance du film et l'espace dédié sur la pellicule à la bande son optique ainsi que le défilement normalisé à quatre perforations par image, limitent la taille du photogramme réellement disponible et exploitable à 22 × 18 mm, ce qui représente une image ayant un rapport largeur sur hauteur de 1,22:1.
Toutefois, le regard humain étant binoculaire (panoramique) et une salle de projection étant généralement plus large que haute, pour obtenir une image plus grande afin de bénéficier d'un « grand spectacle », il convient de projeter une image plus large. Les formats de projection larges peuvent être obtenus soit en réduisant la hauteur de l'image sur la pellicule (en l'agrandissant davantage à l'écran), soit en exploitant un format de pellicule aux dimensions plus larges. Ainsi par exemple, une image ayant un rapport de 1,85:1 doit être projetée : le photogramme représente alors 22 × 11,90 mm, bien qu'accusant une certaine limite de définition. Au-delà d'un certain seuil, le grain de la pellicule est perceptible : plus la taille de l'image est agrandie, plus elle perd en résolution.
Une image plus large avec une définition acceptable pour une pellicule 35 mm s'obtient grâce à l'anamorphose ; l'image est alors compressée optiquement sur la pellicule, dans le sens de la largeur (soit lors de la prise de vue, soit au tirage de la copie de projection). L'image est ensuite désanamorphosée lors de la projection, grâce à un système optique. Le procédé le plus célèbre est le CinemaScope.
Le premier brevet d'anamorphoseur a été déposé en 1862. Le dispositif le plus courant est l'Hypergonar, inventé en 1927 ; il utilise des lentilles cylindriques. D'autres dispositifs exploitent des prismes mais du fait d'aberrations engendrées pour des rapports élevés (grandes tailles), ils sont en général limités aux vidéoprojecteurs ; ils transforment notamment une image au format « carré » ou format 4/3 en 16/9 (le rapport d'anamorphose est alors de 1,33), comme, pour le système Prismasonic). Certains anamorphoseurs à prisme ont été commercialisés pour le cinéma (Super Panatar de Brewster, Superscope des frères Tushinsky). Il existe d'autres dispositifs, exploitant notamment des miroirs. Ils peuvent être courbes (anamorphoseur Delrama, lequel utilise aussi des prismes pour réduire la taille du système) ou soit planes. Ils emploient éventuellement des éléments mécaniques mobiles pour faire varier le taux d'anamorphose (sur le principe d'une optique variable type zoom) mais ne sont plus utilisés.
La projection sphérique (tel que l'Imax) est un autre type de format large anamorphosé. Dans ce cas, le photogramme prend la forme d'un disque et nécessite un écran sphérique de type « géode ».

## Télévision et vidéo
Afin d'adapter une source cinéma (pellicule) aux formats d'image de télévision 4/3 et 16/9, certains dispositifs équipant les télécinémas permettent d'adapter les dimensions d'origine à l'image vidéo. Soit optique, soit numérique, le procédé va déformer tout ou partie de l'image, ce qui la rend soit plus étriquée soit élargie selon les cas. Les procédés alternatifs sont les modes de recadrage et l'affichage « plein écran ».

## Liste de procédés
- CinemaScope
- Panavision
- Superscope
- Technirama
- Techniscope
- Projection sphérique : IMAX, OMNIMAX